# 有害コミック騒動

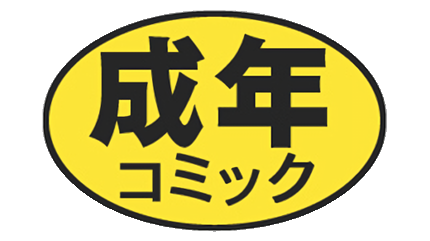
成年マーク。

有害コミック騒動（ゆうがいコミックそうどう）とは、特定の漫画作品をわいせつ・有害であるとして排除しようという運動と、そうした規制に対して反発する運動の対立によって生じた一連の騒動のことである。
特に1988年に始まった東京・埼玉連続幼女誘拐殺人事件以降のものを指し、1990〜92年頃に話題となった。法的規制を求める請願が1991年衆議院本会議・参議院本会議で採択され、日本各地の自治体で青少年保護育成条例の改正が行われた。
この騒動以降、出版側の自主規制としてゾーニングマークが付けられたり、過激な表現に対する規制が強化された。一方で、ゾーニングされたことによって、逆に騒動以前より修正が少なくなっているコミックや雑誌も多々ある。

## 主な出来事
- 1955年、日本子どもを守る会、母の会連合会、PTAによる運動が活発化する。漫画家の山本夜羽音はこれを「魔女狩り」と表現した[7]。
- 1960年、宮城県が有害図書類を規制する青少年保護育成条例を制定した際に、青少年条例に反対してきた宮城県児童福祉審議会委員長の中川善之助（東北大法学部教授）が、「現に（青少年保護育成条例を）制定した県の統計でも、その後少年犯罪はちっとも減っていないではないか」と言い、審議会に辞表を提出した[8]。
- 1964年、東京都、青少年条例を制定（1964年当時の未成年による犯罪統計参照[9]）。
- 1966年、筒井康隆がPTAによる「悪書追放運動」を揶揄した短編小説『くたばれPTA』を発表[注釈 4]。
- 1968年、アメリカのジョンソン大統領は「ワイセツとポルノに関する諮問委員会」を設置して、ポルノ解禁問題を委員会に諮った[10]。
- 1970年、永井豪の漫画「ハレンチ学園」への非難続出。手塚治虫の漫画「アポロの歌」のセックスシーンが問題に。福岡で発禁。その他の漫画も非難される[7]。
- 1976年、「国際婦人年をきっかけとして行動を起こす女たちの会」が、永井豪『イヤハヤ南友』山上たつひこ『がきデカ』の女性描写を問題視。41都道府県で青少年条例の制定強化（～1980年）[7]。
- 1978年、三流エロ劇画ブーム。
- 1982年、エロ劇画からロリコン漫画への人気移行（～1988年）。
- 1984年、自民党、青少年向け「図書規制法」を準備（批判を受け提出せず）。
- 1989年、関西在住の家族で構成される市民団体、「黒人差別をなくす会」が藤子不二雄「オバケのQ太郎」150編「国際オバケ連合」の描写を差別表現と指摘。小学館は単行本出版中止へ。
- 1989年、前年に発生した連続幼女誘拐殺人事件の容疑者として宮﨑勤が逮捕され[6]、大量のアダルトビデオやホラービデオを所持していたとされる報道がなされた[注釈 5][11]。一方で、ビデオテープのほとんどはアニメや特撮などのテレビ番組の録画である、との説も存在する[12]。この事件の発生により、このようなものが人間に悪影響を及ぼす（「メディア効果論」参照）という風潮が高まる。
- 1990年、朝日新聞が漫画本が子供に悪影響を与えるという旨の社説を載せる[13]。さらに和歌山県田辺市の主婦が「出版物の行き過ぎを規制するよう行政当局の対策を強く促したい」という旨の投書が地方紙「紀州新報」に掲載される。まだ事件の余波も残っていた時期でもあり、これを契機としてこの主婦を中心とする住民運動に発展して性描写を含む青年向けコミック誌を警察・行政に持ちこんだことに端を発らが中心となり「コミック本から子どもを守る会」が結成され、署名運動を展開[6]。これに各地のPTAや「～親の会」が賛同、対象年齢が小学生と低めだった週刊少年ジャンプを特に非難した。「北斗の拳」、「ドラゴンボール」などが暴力表現が過ぎるとして槍玉に挙がった。黒人差別をなくす会による手塚治虫批判も同時期である。80年代半ばから展開された性的描写の含む漫画への批判がこの運動に合流、出版社側は出版問題懇話会を設置し性的描写の自主規制に乗り出す。
- 1991年、東京都議会が「有害図書類の規制に関する決議」を採択、青少年保護育成条例の強化に乗り出す。与党・自民党では麻生太郎を会長に「子供向けポルノコミック等対策議員懇話会」が結成され、業界関係者を招致。自主規制の現状について説明させた。また、野党・社会党も土井たか子党首が国会で言及した。これに対して民間側では、幅広い会員から構成される「『有害』コミック問題を考える会」が集会を開催。なお、後に同会は「マンガ防衛同盟」と改称後、2001年には「発展的解消」を遂げており、その活動は「NGO-AMI」へと継承されている。
- 1992年、マンガ家、編集者、書店主らにより、「コミック表現の自由を守る会」が結成された。代表は石ノ森章太郎であった。
- 1994年、矢島正見と山本功は論文で、東京都内の「有害コミック」運動に関して、各自治体に送られた陳情書・請願書が一部の単語を除いてほぼ同一のものが多く雛形が出まわっていたと考えられること、青少年地区委員会・母の会など警察・行政と関係の深い団体が主導していたこと、陳情・請願の代表者の多くが警察・青少年問題協議会・PTAなど関連諸組織から依頼されて陳情・請願したことをあげ、「草の根」というよりは警察行政に由来する組織的な運動であったと結論した[1]。

## 影響
- 特に批判が多かったのが「ANGEL」（遊人）であり[6]、当時の連載誌週刊ヤングサンデーでは一時休載、単行本も書店から回収され絶版となり、連載再開後は過激な性描写は控えられた。単行本については後にシュベール出版から成年向け作品として復刻・再出版した。
- 週刊少年ジャンプでかつて連載された「BASTARD!! -暗黒の破壊神-」（萩原一至）の9巻の表紙に裸体の男女が描かれていたが、反転させた別の表紙に差し替えの上、修正や加筆が大幅にされた。
- この他、少年誌（月刊少年マガジンなど）・青年誌（週刊ヤングジャンプなど主に高校生・大学生がターゲットの雑誌）に掲載されている作品の中で過激な性描写のある作品についてはいけない!ルナ先生[6]などがあり、露骨な性描写が含まれると判断された作品については軒並み書店から回収されるという騒動に発展した。